# Svarttjärnsberget
Svarttjärnsberget är ett naturreservat som omfattar toppen och söderslsluttningen av berget med detta namni Söderhamns kommun i Gävleborgs län.
Området är naturskyddat sedan 2018 och är 55 hektar stort. Reservatet består av hällmarkstallskog som längre ner övergår i barrblandskog.